# La Mésaventure de Mary Jane
Pour plus de détails, voir Fiche technique et Distribution.
La Mésaventure de Mary Jane est un film britannique réalisé par George Albert Smith, sorti en 1903. 
Dans ce film, George Albert Smith rend encore plus complexe l'utilisation qu'il a faite des différentes "grosseurs de plans" dans une même scène, pour ses films précédents, entre autres : Ce qu'on voit dans un télescope et La Loupe de grand-maman. Le film comporte en effet douze plans pour trois décors, la cuisine, le toit et le cimetière. 
George Albert Smith fait partie de l'École de Brighton.

## Synopsis
Mary Jane se réveille et entre dans son décor familier : la cuisine, où elle est visiblement l'employée de maison. Tout en s'étirant, elle passe au cirage une paire de bottines, son nez la démange, elle se gratte, se dessinant au passage de magnifiques moustaches. Se voyant dans un miroir, elle éclate de rire et se refait une beauté. Mais l'heure avance, elle jette un coup d'œil à l'horloge pendue au-dessus de la cheminée. Vite! Elle tente d'allumer la cuisinière au bois. Un coup de soufflet pour animer les flammes. En vain. Mary Jane a soudain une idée lumineuse, jetant un regard complice en direction du public (la caméra). Elle exhibe un bidon sur lequel est marqué : paraffine, dont elle arrose copieusement le foyer. Elle s'agenouille pour craquer une allumette. Explosion, le corps de Mary Jane disparaît, happé par le conduit de cheminée. Sur le toit, par la cheminée jaillissent les débris de Mary Jane qui retombent sur les tuiles. Suit un gros plan de la pierre tombale où est gravé son épitaphe : Here lies Mary Jane, who Lighted the Fire with Paraffin, Rest in Pieces (Ici repose Mary Jane qui alluma son feu avec de la paraffine, Repose en pièces (pour "Repose en paix" !).
Volet effaçant l'image, faisant apparaître un plan plus large, qui découvre la tombe et ses abords. Un jardinier ratisse des feuilles, une femme, accompagnée d’un garçon et de deux filles, lui demande un renseignement, l’homme lui désigne la tombe, la femme vient s’y recueillir, soudain, se levant par surimpression, le fantôme de Marie Jane apparaît, famille et jardinier déguerpissent, le fantôme cherche un objet qu’il trouve enfin, accroché à un arbre, c’est le fantôme du bidon de paraffine, lui aussi en surimpression, que Marie Jane serre précieusement contre elle en regagnant sa tombe… 

## Fiche technique
- Titre original : Mary Jane's Mishap
- Sous-titre : Don't Foul with Paraffine! Jeu de mots intraduisible sur "Foul" = fou et "Full" = remplir
- Titre français : La Mésaventure de Mary Jane
- Réalisation : George Albert Smith
- Production : G.A.S. Films
- Format : 35 mm à double jeu de 4 perforations Edison par photogramme, noir et blanc, muet
- Pays :  Royaume-Uni
- Date de sortie : Royaume-Uni : 1903

## Interprétation
- Mary Jane : Laura Bayley

## Analyse
L'historien du cinéma Georges Sadoul cite ce film en remarquant que dans les deux premiers ouvrages de Smith, « le montage prend pour prétexte un appareil d'optique (loupe et télescope) et reste donc, dans une certaine mesure, un "truc". Mais peu après, dans Le Petit docteur (1901), Smith montre, après un plan général, un gros plan d'une tête de chat buvant une cuillerée de lait, sans aucun prétexte ou artifice. Il en est de même dans La Souris à l'École des Beaux-Arts, Cette sale dent, et surtout dans La Mésaventure de Mary Jane... La caméra de Smith suit son héroïne dans ses déplacements, et il varie son point de vue selon les nécessités dramatiques de l'action. »
Les historiens du cinéma Marie-France Briselance et Jean-Claude Morin complètent cette analyse : « Le découpage en plans de la première séquence est tout à fait novateur. Ainsi, au tout début du film, Mary Jane entre dans la cuisine, cadrée en plan large. Elle baille en s’étirant, c’est le plan maître (Master Shot). Les minauderies se poursuivent dans le deuxième plan au cadrage plus serré. On revient alors au plan large, au plan maître, troisième plan du montage, pour voir la servante se diriger vers la cuisinière où elle essaie d’allumer son feu. Un peu plus tard, quand elle cire les chaussures, elle commence dans le plan maître, en plan large. Et l’on retourne au plan serré où on la voit de plus près se maculer le visage avec le cirage. Et ainsi de suite. Les trois plans tournés donneront neuf plans au montage et constituent la Séquence n°1. »

## À noter
- Laura Bayley était l'épouse de George Albert Smith. Ne pas confondre avec Laura Bailey, comédienne d'aujourd'hui, qui double en américain divers personnages de films européens ou asiatiques.